# Bonde do Rolê
Bonde do Rolê – brazylijska czteroosobowa grupa grająca muzykę Funk Carioca. Została założona w mieście Kurytyba na południu Brazylii w 2005 roku. Jeden z singli grupy – Solta ô Frango – został wykorzystany w grze wideo FIFA 08.

## Albumy
- 2006 Baterias do Poder
- 2007 With Lasers
- 2013 Tropical/Bacanal[1]

## Single
- Solta ô Frango
- Office Boy
- Gasolina
- Vitiligo
- Divine Gosa
- Melo do Tabaco
- Dança da Ventoinha
- Kilo
- Brazilian Boys